# Hendrik Petrus Berlage

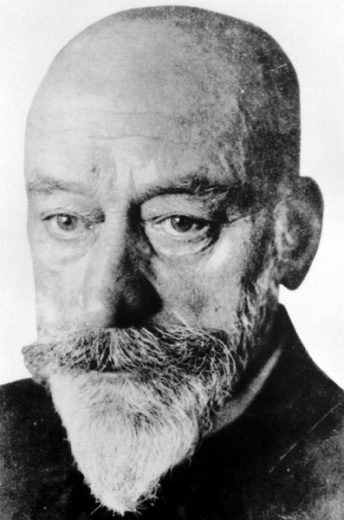
Hendrik Petrus Berlage

Hendrik Petrus Berlage (12 tháng 1 năm 1856 – 12 tháng 8 năm 1934) là một kiến trúc sư người Hà Lan có đóng góp quan trọng trong sự phát triển của kiến trúc châu Âu đầu thế kỷ 20.

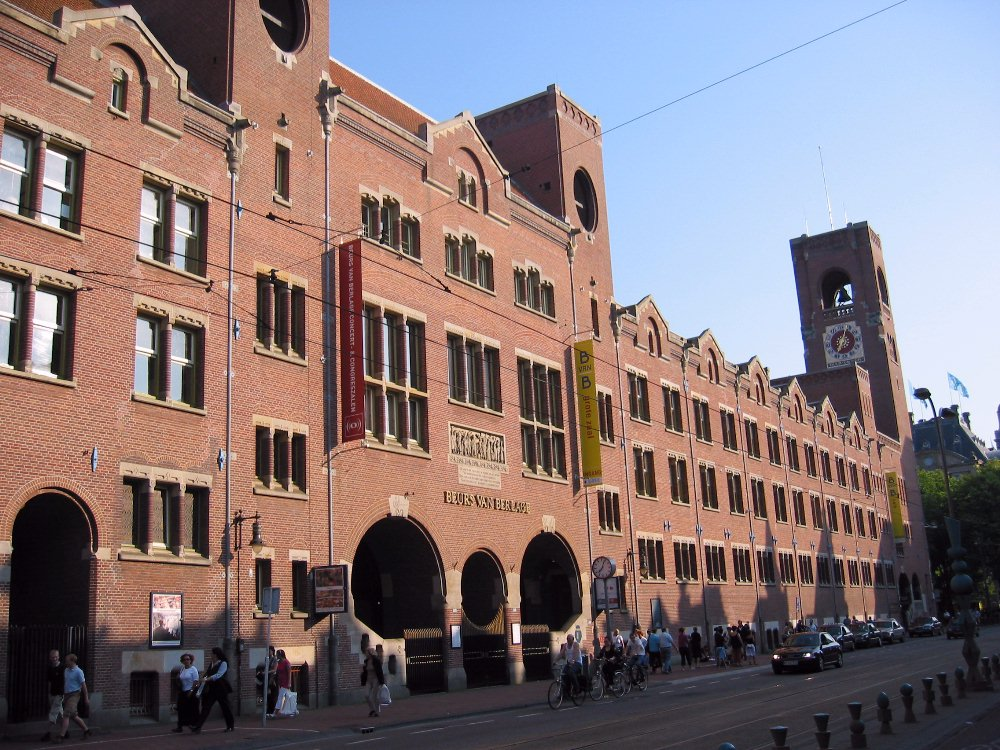
Sàn giao dịch chứng khoán Amsterdam

Ông là học trò của Gottfried Semper ở Học viện Kỹ thuật Zurich, Thụy Sĩ. Trong thập niên 1870 Berlage du lịch khắp châu Âu. Trong khoảng thập niên 1880, ông lập ra một văn phòng thiết kế ở Hà Lan cùng với Theodore Sanders. Những đồ án của họ thường pha trộn giữa tính thực hành và tính viễn tưởng. Berlage có đóng góp quan trọng trong việc hình thành một tư duy mới về mối liên hệ giữa không gian kiến trúc, kỹ thuật và sự trang trí. Các công trình của ông thể hiện một mối liên hệ chặt chẽ về mặt hình học, đôi khi đến mức cực đoan. Điều này làm ông có những điểm tương đồng với Kiến trúc sư người Áo Adolf Loos.
Công trình Sàn giao dịch chứng khoán Amsterdam là một minh chứng rõ ràng nhất cho tư duy không gian - kỹ thuật của ông. Với sự phát triển của đồ án qua 3 giai đoạn, từ 1886 đến 1905, Berlage nhấn mạnh xuống các khối kiến trúc tổng thể thô mộc, không gian nội thất đơn giản và việc giản lược các chi tiết trang trí mặt đứng và phụ trợ. Với ông, kỹ thuật sẽ định hình vẻ đẹp của kiến trúc.
Sau khi đi du lịch Mỹ vào năm 1911, ông bị ảnh hưởng mạnh bởi ý tưởng về kiến trúc hữu cơ của Henry Hobson Richardson, Louis Sullivan, và Frank Lloyd Wright.
Ông được xem như "Người cha của kiến trúc hiện đại" Hà Lan và là người bắc cầu giữa phong cách Truyền thống và phong cách Hiện đại. Là người sáng lập ra trường phái Amsterdam trong lịch sử kiến trúc, tư tưởng và lý thuyết của ông có ảnh hưởng mạnh xuống trường phái "De Stijl" ở Hà Lan và trường phái "Khách quan mới" (Neue Sachlichkeit). Ông đã nhận được Huy chương Vàng của Hoàng gia Anh năm 1932 và là thành viên của Hiệp hội Quốc tế Kiến trúc Hiện đại (Congrès International d'Architecture Moderne, CIAM).
Ông mất ở Den Haag năm 1934.